# 辛西娅·马希托
辛西娅·马希托（義大利語：Cynthia Mascitto，1992年10月4日—），意大利、加拿大女子短道速滑运动员，2020年欧洲短道速滑锦标赛女子3000米接力银牌得主、2021年欧洲短道速滑锦标赛女子3000米接力铜牌得主、2021年世界短道速滑锦标赛女子3000米接力铜牌得主。